# Peter Kretschmer (Kanute)
Peter Kretschmer (* 15. Februar 1992 in Schwerin) ist ein deutscher Kanute.

## Erfolge
Er begann 2002 mit dem Kanurennsport und startet für den KC Potsdam. Kretschmer ist Polizeikommissar bei der Bundespolizei. Er lebt in Potsdam.
Im Jahr 2012 konnte sich Kretschmer im Zweier-Canadier 1000 m zusammen mit Partner Kurt Kuschela für die Olympischen Sommerspiele 2012 in London (Großbritannien) qualifizieren, nachdem sich das Duo gegen die Weltmeister von 2011 Tomasz Wylenzek und Stefan Holtz beim Welt-Cup 2011 Rennen in Duisburg durchsetzen konnte. Über diese Strecke gewannen er und Kuschela bei den Spielen dann auch die Goldmedaille.
In den Jahren 2017 und 2018 wurde er gemeinsam mit Yul Oeltze jeweils Welt- und Europameister bei der EM 2017 und 2018 sowie bei der WM 2017 und 2018 im Zweier-Kanadier über 1000 Meter. Bei der EM 2018 gelang beiden eine Weltrekordzeit. Mit Tim Hecker gewann er bei den Weltmeisterschaften 2023 in Duisburg im Zweier-Canadier über 500 m seine erste Goldmedaille in dieser Disziplin.

## Ehrung
- 2012: zusammen mit Kurt Kuschela Mannschaft des Jahres von Brandenburg[7]